# Aprosodie
L'aprosodie est une condition neurologique et/ou psychiatrique caractérisée par l'incapacité d'une personne d'utiliser et de comprendre une prosodie émotionnelle. La prosodie est la manière de dire un texte (le rythme, le ton, le stress, l'intonation ...). La prévalence de l'aprosodie est inconnue. Son évaluation après un traumatisme cérébral est récente[évasif].

## Description

### Définitions
Étymologie grec : a : privatif ; prosodia : mélodie. Étymologiquement l’aprosodie est une privation de la mélodie du langage.  
D’une manière générale, l’aprosodie est une monotonie de la parole. L’aprosodie peut se définir comme étant une absence totale de prosodie (ou mélodie de la parole), elle peut être due à des lésions cérébrales notamment de l’hémisphère droit et des lésions bilatérales des noyaux gris centraux (Monrad-Krohn). Si la lésion est à droite, cela entraîne d’une manière générale une perte de la compréhension et de l’expression de la signification des différents tons de la voix. L’aprosodie est à distinguer de la dysprosodie.  

### Distinction entre aprosodie et dysprosodie
La dysprosodie est une altération partielle de la prosodie. Les pathologies cérébrales focales ou dégénératives produisant une dysarthrie s’associent invariablement à une dysprosodie dont l’importance est grossièrement parallèle à celle de la dysarthrie (dictionnaire de la psychiatrie, édition CILF). La dysprosodie se manifeste comme étant un trouble du langage et de l’intensité de la parole. La dysprosodie peut être présente dans certaines aphasies. Elle se traduit par des paroles lentes (comme des syllabes) accompagnées d’une atténuation de la mélodie. La barrière est donc mince entre la dysprosodie et l’aprosodie. L’une est plus une altération partielle de la mélodie de la parole tandis que l’autre est une absence de compréhension ou de production de la prosodie

### localisation cérébrale des fonctions de la prosodie
Les lésions cérébrales associées à une aprosodie sont situées dans l’hémisphère droit. On retrouve dans les travaux s’intéressant à l’aprosodie, des lésions situées en grande majorité dans l’hémisphère droit. 
L’hémisphère droit comprend les fonctions de compréhension orale et écrite des mots et la compréhension et l’expression des aspects prosodiques. On retrouve dans l’hémisphère droit un module de la prosodie émotionnelle. La région frontale serait impliquée dans la production. La région temporale serait impliquée dans la compréhension. Une lésion de l’hémisphère droit entraîne un trouble du traitement de l’information prosodique. Une lésion frontale droite entraîne une altération globale de la prosodie (des aspects émotionnels et non émotionnels). 
L’hémisphère gauche est plutôt dédié aux fonctions phonologiques, syntaxiques et lexicales du discours. Une lésion frontale gauche entraîne une altération de la prosodie non émotionnelle.  

### Classification de l'aprosodie
Dans la littérature française, on retrouve différentes formes d’aprosodies : 
- L’aprosodie de compréhension ou sensorielle : où la perception du contenu émotionnel du discours est altérée. L’expression prosodique est préservée.

Dans le contenu d’un discours, la prosodie émotionnelle permet de traduire des émotions. Elle permet de donner des indications sur l’état émotionnel du locuteur. Par exemple, si un locuteur s’exprime avec une voix tremblante cela peut traduire un état de stress. Un individu atteint d’aprosodie de compréhension ne sera pas en mesure de percevoir les émotions contenues dans le discours d’une personne avec qui il discute. L’individu est dans l’incapacité de percevoir le contenu prosodique émotionnel d’une phrase et de répéter un contenu prosodique imposé. Cependant, l’expression prosodique spontanée est préservée dans ce type d’aprosodie. 
- L’aprosodie d’expression ou motrice : où l’expression de la prosodie dans la communication verbale est altérée.

L’individu atteint d’aprosodie d’expression ou motrice est dans l’incapacité de produire un contenu verbal prosodique. L’aprosodie d’expression se traduit par une incapacité à émettre un contenu émotionnel dans une phrase lors d’un discours spontané ou bien lors de la répétition de phrase. L’individu s’exprime avec une intonation verbale qui ne comporte pas de prosodie affective. 
- L’aprosodie mixte ou globale : où il y a altération à la fois de la perception du contenu émotionnel du discours et de l’expression de la prosodie dans la communication verbale.

Dans la littérature, l’origine de l’aprosodie est double : elle peut être articulatoire ou émotionnelle. Elle peut également résulter d’une lésion de l’hémisphère droit mais en absence d’aphasie. On retrouve dans les travaux réalisés sur l’aprosodie beaucoup de cas en lien avec des lésions cérébrales.   

## Historique des travaux sur l'aprosodie

### Les travaux de Georg H.Monrad-Krohn (1884-1964)
C’est Monrad-Krohn qui fut le premier à parler de prosodie en la définissant comme étant la mélodie du langage. Il considère la prosodie comme le troisième élément du langage. Au cours de ses observations il distingue la dysprosodie de l’aprosodie et de l’hyperprosodie. Il associe la dysprosodie au foreign accent syndrome qui est un syndrome très rare où les patients se réveillent avec un accent très particulier. Il a commencé ses travaux durant la Seconde Guerre mondiale après avoir observé le cas d’une Norvégienne. Cette jeune femme se réveilla, après avoir reçu un éclat d’obus au niveau frontal gauche, en parlant le norvégien avec un accent allemand.

### Les travaux d'Eliot Ross
Eliot Ross s’est intéressé dans ses travaux aux lésions de l’hémisphère droit qui entraînent une perturbation de la prosodie. Il a beaucoup publié et conduit beaucoup de recherches sur les aprosodies. Il a également développé l’aprosodia battery. Ross, en 1981, construit un modèle des aprosodies sur la base de la classification des aphasies de Goodglass. Il décrit huit formes d’aprosodies : 
- L’aprosodie motrice : où il y a un déficit au niveau de la production spontanée et la répétition de prosodie émotionnelle.
- L’aprosodie sensorielle : la production spontanée est préservée mais il y a un déficit au niveau de la compréhension du contenu émotionnel et du langage émotionnel des gestes.
- L’aprosodie globale : le déficit s’observe à tous les niveaux : production spontanée de prosodie émotionnelle, répétition, compréhension.
- L’aprosodie de conduction : le déficit s’observe au niveau de la répétition des intonations prosodiques.
- L’aprosodie transcorticale motrice : le déficit s’observe au niveau de la production spontanée de contenu prosodique émotionnel.
- L’aprosodie trancorticale sensorielle : où le déficit s’observe au niveau de la compréhension du contenu émotionnel du discours et du langage émotionnel des gestes.
- L’aprosodie transcorticale mixte : le déficit est observé au niveau de la production spontanée, de la compréhension du contenu émotionnel et du langage gestuel.
- L’aprosodie anomique : où la compréhension du langage émotionnel des gestes est altérée.

Certains types de ces aprosodies ne sont observés que très rarement. 

D’autres chercheurs se sont également intéressés aux aprosodies comme Heilman et al, 2004, qui ont étudié un patient avec une lésion frontale médiane droite et qui présentait un déficit au niveau de la prosodie affective. Ce patient était atteint d’un trouble de l’expression prosodique émotionnel.  

## Aprosodie et affections neurologiques

### Aprosodie et AVC
On retrouve beaucoup de travaux portant sur les troubles émotionnels induits par les accidents vasculaires cérébraux. AVC ou accident vasculaire cérébral est l’affection neurologique la plus fréquente et représente la troisième cause de décès en France avec 150000 cas par an. Les symptômes que l’on retrouve après un AVC sont variables et dépendent du degré de l’AVC et de la région cérébrale atteinte. Il est possible de retrouver chez un patient ayant été victime d’un AVC des troubles de la régulation et de l’expression des émotions. L’aprosodie fait partie de la sémiologie.

### Aprosodie et TC
Les troubles de l’identification des émotions peuvent être fréquents à la suite d'un traumatisme crânien. Tout comme les AVC, cela dépend de la localisation de la lésion et du degré du  traumatisme.    

### Aprosodie et démences
Dans la maladie d’Alzheimer, la plupart des aprosodies observées sont des aprosodies de type sensoriel (ou de compréhension). La production d’un contenue émotionnel spontané peut aussi être altéré dans certains cas. Les aprosodies peuvent s’observer à tous les stades de la maladie. 
Des cas d’aprosodies ont aussi été découverts dans la variante frontale de la démence frontotemporales.

### Aprosodie et schizophrénie
Ross s’est intéressé au déficit de prosodie affective dans la schizophrénie dans son article de 2001 « affective-prosodic deficits in schizophrenia : profiles of patients with brain damage and comparison with relation to schizophrenic symptoms ». L’étude a été réalisée sur quatre groupes de sujets : 45 patients schizophrènes stabilisés par traitement médicamenteux, 10 patients avec lésion de l’hémisphère gauche, 9 patients avec lésions de l’hémisphère droit, 19 patients contrôles. Les sujets ont été évalués à l’aide de « l’aprosodia battery ». Les résultats ont montré que 85 % des patients schizophrènes présentent une aprosodie. De plus, les résultats ont montré que les déficits de prosodie affective des patients schizophrènes sont cohérents avec le profil aprosodique.

## Outils d'évaluation et aprosodie
Pour évaluer et diagnostiquer l’aprosodie différents moyens peuvent être employés. Quand une aprosodie est suspectée, comme tout autre trouble cognitif, un questionnaire rempli par les proches peut être utilisé. Dans les publications américaines on retrouve régulièrement l’utilisation du terme « assessment questionnaire » pour désigner l’utilisation de questionnaires remplis par les proches du patient quand une aprosodie est suspectée. Cet outil n’est pas un outil diagnostic. Des batteries émotionnelles, en particulier celles qui évaluent la prosodie, peuvent être utilisées pour diagnostiquer une aprosodie.  

### L'aprosodia battery (Ross)
L’aprosodia battery, élaborée par Ross, a été développée pour identifier l’organisation cérébrale de l’aprosodie affective.  

### Florida affect battery (Bowers, Blonder, Heilman, 1998)
La Florida affect battery (FAB) a été inventée par l’université de Floride. Cette batterie étudie deux composantes de la cognition sociale : les expressions faciales et les tons de la voix. Elle a été élaborée comme un outil de recherche applicable aux troubles de la perception et de la compréhension des signaux de communications non verbaux. Cette batterie est donc applicable à l’aprosodie. On la retrouve dans des articles relatifs à l’aprosodie.

## Prise en charge de l'aprosodie
L’aprosodie est peu popularisée en France. Cependant, on retrouve dans les publications d’articles scientifiques des propositions de prise en charge thérapeutique.
Rosenbek et al, 2006, proposent dans leur article « effects of two treatments for aprosodia secondary to acquired brain injury » un traitement pour l’aprosodie expressive. L’aprosodie expressive est l’altération de la capacité à produire des émotions telles que la joie, la colère ou la tristesse. Les personnes atteintes de cette aprosodie parlent d’une voie impassible, plate. Dans cet article, Rosenbeck étudie l’effet de deux traitements de l’aprosodie expressive : le traitement imitatif et le traitement cognitivo-linguistique. Le traitement imitatif consiste à répéter des phrases avec une prosodie émotionnelle. Le patient aprosodique doit alors tenter de répéter la phrase en utilisant la même tonalité émotionnelle. Il passe ainsi de l’imitation du modèle à la production. Dans le traitement cognitivo-linguistique, le patient reçoit trois cartes : l’une avec le nom de l’émotion, l’une avec les caractéristiques vocales de la tonalité émotionnelle, et une avec une photo montrant l’expression du visage correspondant à l’émotion. Les cartes sont éliminées quand le patient produit la phrase avec succès. Les résultats de l’étude montre que l’aprosodie expressive avec lésions cérébrales peut être améliorée avec ces traitements. Les résultats ont été observés sur les 14 patients de l’étude. Cependant, il reste encore beaucoup à faire.

## Conclusion
Pour conclure, l’aprosodie est un trouble très handicapant. En effet, un patient atteint d’aprosodie rencontrera beaucoup de difficultés au quotidien notamment au niveau des interactions sociales. La prosodie joue un grand rôle dans les intentions de communication, elle est essentielle pour l’interprétation de ces intentions. Les lésions cérébrales sont les causes des aprosodies les plus étudiées dans la littérature. Ainsi, toute atteinte neurologique provoquant une lésion cérébrale est donc susceptible de provoquer une aprosodie, on retrouve en particulier les accidents vasculaires cérébraux ou les traumatismes crâniens.  Peu de recherches sont disponibles sur l’aprosodie. C’est majoritairement des chercheurs américains qui se sont intéressés et s’intéressent encore aujourd’hui au sujet. Les recherches au niveau des traitements et du diagnostic de l’aprosodie sont en constante évolution. Les recherches continues également sur l’hypothèse de la latéralisation hémisphérique de l’aprosodie bien qu’elle semble majoritairement orientée à droite. De plus, selon les études et la littérature on retrouve différentes classifications de l’aprosodie. Cependant, l’idée reste la même bien que les classifications diffèrent selon les ouvrages. 